# Scintilla oblonga
Scintilla oblonga is een tweekleppigensoort uit de familie van de Galeommatidae. De wetenschappelijke naam van de soort werd in 1865 voor het eerst geldig gepubliceerd door George Brettingham Sowerby II.